# Aszaga-Cynit
Aszaga-Cynit (ros. Ашага-Цинит) – wieś w Rosji, w Dagestanie, w rejonie chiwskim. W 2010 liczyła 789 mieszkańców, głównie Lezginów.